# Cicinnus acuta
Cicinnus acuta är en fjärilsart som beskrevs av William Schaus 1892. Cicinnus acuta ingår i släktet Cicinnus och familjen Mimallonidae. Inga underarter finns listade i Catalogue of Life.